# Lliga Feixista Imperial
La Lliga Feixista Imperial (en anglès: Imperial Fascist League, IFL) va ser un moviment polític feixista britànic fundat per Arnold Leese l'any 1929 després que aquest es va separar dels Feixistes Britànics. Incloïa un braç paramilitar amb camisa negra anomenat Legió Feixista, que seguia el model del feixisme italià. El grup va adoptar l'antisemitisme i el domini de la «raça ària» en un «Estat corporatiu feixista racial», especialment després que Leese es trobés amb el propagandista del partit nazi Julius Streicher, l'editor racista de Der Stürmer. El grup més tard va rebre indirectament finançament dels nazis. Tot i que només tenia entre 150 i 500 membres com a màxim, el seu perfil públic era superior al que indicarien les seves xifres de membres.
Després que l'IFL va rebutjar una fusió amb la Unió Britànica de Feixistes (BUF) el 1932, a causa de diferències polítiques. Després d'això, la BUF va muntar una campanya contra l'IFL, entrant violentament a les seves reunions o enviant al govern britànic plans falsos que mostraven que l'IFL planejava atacar la seu de la BUF.
La Lliga Feixista Imperial va entrar en un fort declivi amb l'esclat de la Segona Guerra Mundial, després que Leese declarés la seva lleialtat al «rei i al país», per a disgust dels membres proalemanys. No obstant això, Leese va ser internat sota les regulacions de seguretat en temps de guerra, i l'IFL no es va reformar després de la guerra.

## Orígens
Leese havia estat originalment membre dels Feixistes Britànics i, de fet, havia estat un dels dos únics membres que mai van ocupar un càrrec electe per a ells (com a conseller a Stamford). No obstant això, es va separar dels FB al voltant de 1927 i va marxar a Londres, on el 1929 va establir tant l'IFL com el seu òrgan The Fascist. Les Legions Feixistes, un braç paramilitar amb camisa negra, s'hi van afegir aviat sota el comandament de Leslie H. Sherrard. El grup va defensar inicialment polítiques com el corporativisme, la reforma monetària i la retirada de la ciutadania dels jueus. No tenia més de 500 membres i podria haver tingut fins a 150. El grup estava liderat inicialment pel general de brigada Erskine Tulloch tot i que el poder real era de Leese, que va ser confirmat com a director general el 1932. Henry Hamilton Beamish, el cap de The Britons, va exercir com a vicepresident de l'IFL i va ser un orador habitual als esdeveniments del moviment.

## Nazisme
L'IFL aviat es va allunyar del feixisme italià (originalment va utilitzar el feix romà com a emblema) després que Leese hagués conegut el propagandista del Partit Nazi Julius Streicher a Alemanya. Aviat, l'antisemitisme es va convertir en el tema central de la política de l'IFL i el seu nou programa, l'«Estat Corporatiu Feixista Racial», va destacar la supremacia de la «raça ària». L'IFL va alterar la seva bandera de manera que presentava la bandera de la Unió amb l'esvàstica superposada. Com a resultat d'aquesta conversió, l'IFL va gaudir d'un perfil més alt del que podria suggerir la seva pertinença, en gran part a causa del finançament que va rebre de l'Alemanya nazi pagat a través del corresponsal anglès del Völkischer Beobachter, el Dr. Hans Wilhelm Thost. De fet, a mitjan anys trenta l'IFL s'havia girat tant en contra del model italià que va denunciar Benito Mussolini com a «prosemita» i va afirmar que la Segona Guerra Italoetíop havia estat organitzada per jueus.

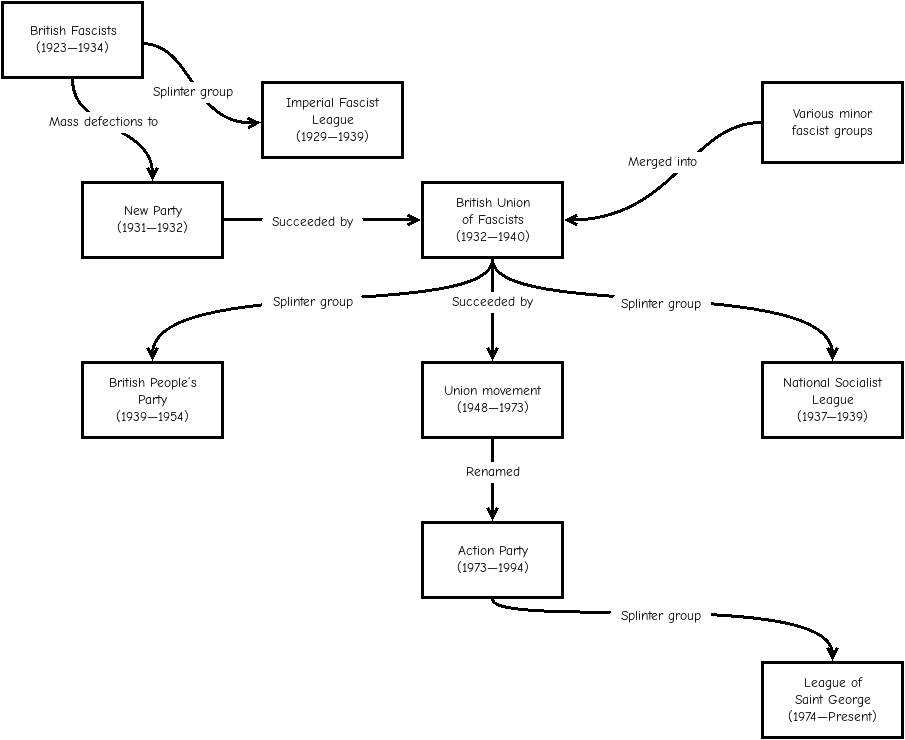
Un diagrama de flux que mostra la història del primer moviment feixista britànic

## Arribada de la BUF
El 1932, Robert Forgan es va apropar a l'IFL i va suggerir que s'havia de fusionar amb la Unió Britànica de Feixistes d'Oswald Mosley, però l'oferta va ser rebutjada. Leese va rebutjar qualsevol obertura de Mosley a causa de la reticència inicial d'aquest últim a fer de l'antisemitisme un tema central, el que va fer que Leese descartés Mosley com un «feixista kosher». Fins i tot va batejar la BUF com el «jueu britànic dels feixistes». Una de les seves diferències més grans va ser el fet que l'IFL tenia una visió biològica de l'antisemitisme, la creença que els jueus eren inherentment inferiors com a raça, en contrast amb la BUF, l'adopció eventual de l'antisemitisme es va emmarcar en idees sobre la suposada influència indeguda dels jueus als nivells més alts de la societat.
El 1933, la BUF va decidir actuar contra la IFL atacant amb camisa negra una sèrie de reunions. La campanya va culminar amb un incident al Great Portland Street en què cinquanta camises negres disfressats de comunistes van envair l'escenari per atacar a Leese abans de causar danys considerables a la sala per tal l'IFL n'hagués de pagar la reparació. La BUF fins i tot va passar proves inventades d'un complot de la IFL per atacar la seva seu al Ministeri de l'Interior. El 1939, amb la influència de l'IFL disminuïda, la rivalitat s'havia refredat fins al punt que la llibreria de la BUF de Canterbury estava preparada per emmagatzemar fullets de l'IFL.
Tot i que va rebutjar una fusió amb la BUF, l'IFL estava vinculada a la Lliga Nòrdica a través del comandant EH Cole, un acèrrim defensor de l'engany tsarista rus Els Protocols dels Ancians de Sió, que va exercir com a canceller de la Lliga a més de ser-ne un membre preeminent. Al cap de poc temps, tant Leese com PJ Ridout també es van convertir en membres del grup, la pertinença del qual abastava la majoria de matisos d'activitat d'extrema dreta.

## Declivi
L'esclat de la Segona Guerra Mundial va fer que el petit grup s'esfondrés, ja que Leese va declarar lleialtat al rei i al país i va rebatejar el grup com a Angles Circle, però aquesta posició va ser rebutjada per alguns membres proalemanys com Tony Gittens, Harold Lockwood i Bertie Mills. El 1940 Leese va ser internat sota el Reglament de Defensa 18B i encara que va continuar sent políticament actiu després de la guerra, l'IFL no es va reformar. La seva formació del Moviment Nacional de Treballadors el 1948 va significar el final de l'IFL.